# سكوت ريان
سكوت ريان (بالإنجليزية: Scott Ryan)‏ هو سياسي أسترالي، ولد في 12 مايو 1973 في بريزبان في أستراليا. حزبياً، نشط في الحزب الليبرالي الأسترالي. وقد انتخب President of the Senate (Australia) ‏ (13 نوفمبر 2017 – ) وانتخب عضو مجلس الشيوخ الأسترالي ‏ عن دائرة فيكتوريا (1 يوليو 2008 – ).

## وصلات خارجية
- الموقع الرسمي